# جولی اتسوکا
جولی اتسوکا (انگلیسی: Julie Otsuka؛ زادهٔ ۱۵ مهٔ ۱۹۶۲) رمان‌نویس و نویسنده ژاپنی-آمریکایی است که بیشتر برای رمان‌های داستانی-تاریخی اش در رابطه با ژاپنی-آمریکایی‌ها و جلب توجه عموم مردم به رنج‌ها و مصیبت‌های این افراد در خلال جنگ جهانی دوم، شناخته شده‌است.
با توجه به تجربه‌های اتسوکا در نقاشی، در نگارش رمان نیز با دقت به جزئیات و توصیف‌های فوق‌العاده‌اش، برای خواننده، تصویری شفاف از موقعیت‌های مختلف در سراسر رمان‌های خود ایجاد می‌کند.
وی همچنین برندهٔ جوایزی همچون کمک‌هزینه گوگنهایم شده‌است.
جولی اُتسکا در کالیفرنیا به دنیا آمده و در فرهنگ و آداب و رسوم غربی بزرگ شده‌است. پدرش مهندس هوا - فضا و مادرش تا پیش از تولد جولی تکنسین آزمایشگاه بود و هر دو ژاپنی اصیل هستند.
اُتسکا پس از پایان دبیرستان، وارد دانشگاه ییل شد و در سال ۱۹۸۴ از این دانشگاه مدرک کارشناسی در رشتهٔ هنر و در سال ۱۹۹۹ از دانشگاه کلمبیا، مدرک کارشناسی ارشد در رشتهٔ هنرهای زیبا را دریافت کرد و چند سالی به نقاشی پرداخت. اما سرانجام خود را هنرمندی شکست خورده نامید و از ده سال پیش به نویسندگی روی آورد.
جولی اُتسکا به خاطر نوشتن رمان‌هایی تاریخی که در آن‌ها به زندگی آمریکایی‌های ژاپنی‌تبار پرداخته، شهرت یافته‌است. هم کتاب اول او به اسم وقتی امپراتور آسمانی بود و هم کتاب دوم او بودا در اتاق زیر شیروانی جوایزی ادبی، از جمله، جایزهٔ ادبی آمریکاییان آسیایی‌تبار (۲۰۱۱)، جایزهٔ داستان‌نویسی تاریخی ایالات متحده (۲۰۱۱) و جایزهٔ ادبی پن فالکنر (۲۰۱۲) را دریافت نموده‌اند.